# Kazimierz Kordas
Kazimierz Kordas (ur. 29 listopada 1925 w Karłowicach, zm. 16 maja 1988 w Krakowie) – polski prozaik, autor utworów dla dzieci i młodzieży.
Był absolwentem Wydziału Prawa na UJ. W 1940 roku został zesłany do Kazachstanu. Od 1942 roku służył w Polskich Siłach Zbrojnych. Wziął udział w bitwie pod Arnhem, jako strzelec 7. kompanii 3 batalionu 1 Samodzielnej Brygady Spadochronowej. Odznaczony bojowym Znakiem Spadochronowym.
Po wojnie wrócił do kraju. Od 1950 roku mieszkał w Krakowie, gdzie do 1956 roku pracował w szkolnictwie. Debiutował w 1955 roku jako prozaik na łamach czasopisma "Życie Literackie".

## Twórczość
- Człowiek spod Arnhem (wspomnienia)
- Rozliczenie (opowiadania)
- Zmaganie (powieść)
- Zbój (utwór dla dzieci)
- Boka (utwór dla dzieci)
- I jeden z nas (powieść)
- Ostateczność (opowiadania)